# 페노바르비탈
페노바르비톤(phenobarbitone) 또는 페노바르브로(phenobarb)도 알려진 페노바르비탈(Phenobarbital)은 개발 도상국의 특정 유형의 간질 치료를 위해 세계 보건기구 (WHO)에서 권장하는 필수 약물이다. 선진국에서는 어린 아이의 발작을 치료하는 데 일반적으로 사용되며 다른 약물은 일반적으로 보다 이후 연령대에서 어린이와 성인에게 사용된다. 정맥 주사로 사용하거나 근육에 주사하거나 경구용은 입으로 복용할 수 있다. 주사 가능한 형태는 간질 상태를 치료하는 데 사용될 수 있다. 페노바르비탈은 수면 장애, 불안 및 약물 병용에서 복용량을 감안하여 치료하거나 수술을 돕기 위해 때때로 사용되기도 한다. 보통 정맥으로 사용하면 5 분, 경구로 투여하면 30 분 안에 작용하는 것으로 알려져있다. 그 효과는 4 시간에서 2일 동안 지속되는것으로 보고된바있다.

## 같이 보기
- 조니사마이드
- WHO 필수 의약품 목록